# Intraindustrieller Handel
Weist ein Land innerhalb derselben Industrie sowohl Importe als auch Exporte auf, spricht man vom intraindustriellen Handel (engl.: intra industry trade, IIT). Dieser Begriff der Volkswirtschaftslehre beschreibt eine spezielle Form des Außenhandels oder des Welthandels. Er bezeichnet die Zusammenarbeit mehrerer Volkswirtschaften, die gleichartige Güter oder Dienstleistungen untereinander handeln. Durch den Handel besteht auf den heimischen Märkten eine größere Produktvielfalt, ohne dass die Unternehmen ihre eigenproduzierte Angebotspalette weiter ausweiten müssen.

## Definition
Intraindustrieller Handel ist eine spezielle Art des Außenhandels, welche den internationalen Austausch von Waren, Dienstleistungen und den Austausch von Produktionsteilen derselben Produktionssektoren mit den Handelspartnern beschreibt (z. B. Industriegüter gegen Industriegüter). Dabei importieren und exportieren die Handelspartner industrielle Produkte der gleichen Gütergruppe.
Die Güter sind beim Austausch gleich, d. h. sie haben die gleiche Funktion und die gleiche Herstellungstechnologien, aber sie sind nicht identisch. Deswegen werden sie auch als unvollkommene Substitute bezeichnet, also Güter, die nicht direkt gegeneinander austauschbar sind.:202 Andere Bezeichnungen für intraindustriellen Handel sind substitutiver-, präferenzorientierter-, intersektoraler- oder brancheninterner Handel.

## Geschichte
Erstmals wurde der Begriff des intraindustriellen Handels 1960 von Pieter Verdoorn und 1966 von Béla Balassa beschrieben. Empirisch wurde das Phänomen des intraindustriellen Handels notiert, als eine Gruppe von europäischen Ländern den Europäischen Binnenmarkt formten. Dieser Markt ist heute in die Europäische Union erwachsen und besteht aus 28 Mitgliedsstaaten.:202 Intraindustrieller Handel beruht auf Beobachtungen, die zuvor bereits von den Ökonomen Herbert G. Grubel und Peter J. Lloyd theoretisch begründet worden sind und 1975 von ihnen dokumentiert wurden. Vor der Veröffentlichung dieses theoretischen Ansatzes basierte die makroökonomische Außenhandelstheorie auf der Annahme, dass Länder nur unterschiedliche Güter miteinander tauschen oder gleiche Güter entweder in ein Land exportieren oder von einem Land importieren. Die Form des intraindustriellen Handels konnte nicht durch die bis dahin existierenden Modelle des komparativen Vorteils erklärt werden.

## Abgrenzung intra- und interindustrieller Handel

Abgrenzung intra- und interindustrieller Handel

Intraindustrieller Handel herrscht vor, wenn beispielsweise Deutschland französische Autos importiert und deutsche Autos nach Frankreich exportiert. Die Güter sind gleich, da sie die gleiche Funktion haben, unter Verwendung von gleichen Technologien hergestellt worden sind und so der gleichen Gruppe von Industriegütern angehören, aber sie sind nicht identisch. Diese gleichen, aber nicht identischen Güter werden als unvollkommene Substitute bezeichnet. So sind die Güter volkswirtschaftlich nicht direkt gegeneinander austauschbar.:202 Konsumenten können verschiedene Varianten ähnlicher Produkte derselben Branche nachfragen, jedoch können sie nicht identische Produkte derselben Branche nachfragen.
Interindustrieller Handel ist das Gegenstück zum intraindustriellen Handel. Bei dem interindustriellen Handel werden Güter unterschiedlicher Produktionssektoren zwischen den Ländern ausgetauscht.:137 Beispielsweise exportiert Deutschland Autos nach China und importiert chinesische Computer.

## Ursachen und Gründe für intraindustriellen Handel
Die Ursachen dieses Handels sind einerseits, dass die Bedürfnisse der Konsumenten immer spezieller werden und es sich dadurch ausweitet, obwohl es ein entsprechendes Substitut aus der heimischen Produktion gibt und andererseits, dass es die technologischen Entwicklungen sind, die immer neuere Produktvarianten und Innovationen ermöglichen.
Eine weitere Ursache wäre, dass es entweder einen absoluten oder komparativen Kostenvorteil des Exportlandes gegenüber dem Importland gibt. Unter dem absoluten Kostenvorteil versteht man den Produktivitätsvorteil eines Produzenten bei der Erzeugung eines bestimmten Guts und unter komparativer Kostenvorteil den Opportunitätskostenvorteil eines Produzenten bei der Erzeugung eines Guts.
Nach Adam Smith bedeutet Außenhandel eine enorme Marktvergrößerung. Der intraindustrielle Handel stellt so einen größeren Markt für bestimmte Güter dar. Durch die Vergrößerung können zusätzliche Güter verkauft und so zusätzliche Außenhandelsgewinne erwirtschaftet werden. Der intraindustrielle Handel hebt außerdem das Einkommen aller Bewohner und durch die Lohnerhöhung wächst auch die Nachfrage der Produkte.
Aus der größeren Produktionsmenge eines Gutes folgen geringere Durchschnittskosten für dieses Gut. Die gesunkenen Durchschnittskosten bewirken wiederum, dass diese Güter mit einem geringeren Faktoreinsatz produziert werden können als in zwei getrennten kleineren Märkten. Haushalte, Unternehmen und der Staat bzw. Volkswirtschaften können die eigene Produktion bestimmter Güter reduzieren und gleichzeitig ihre Produktvielfalt auf dem heimischen Markt erhöhen oder konstant halten, wenn sie intraindustriellen Handel betreiben. Das wiederum führt zu einer steigenden Produktivität. Die Produktvielfalt hat für den Konsumenten den Vorteil einer größeren Auswahl an verschiedenen Produkten auf dem Markt. Die vielfältigen Produkte erhöhen den Wettbewerb für die Unternehmen, da der Konsument entscheidet, welches Produkt er kauft. Ein steigender Wettbewerb führt in der Praxis in der Regel zu geringeren Preisen für das Produkt.:139

## Formen

### Horizontaler Handel
Horizontaler intraindustrieller Handel bezieht sich auf den Tausch von gleichen Gütern derselben Branche in unterschiedlichen Varianten. Die Variation besteht beispielsweise in der Preiskategorie oder in der Funktion des Produktes. Das Produkt gehört einer ähnlichen Gruppe von Industriegütern an und besitzt somit eine gleiche aber nicht identische Funktion. Die horizontal intraindustriell gehandelten Produkte befinden sich in demselben Verarbeitungsschritt der Fertigung.:160 So exportiert Deutschland das fertigmontierte Auto nach Frankreich und importiert das fertigmontierte französische Auto. Dadurch entsteht dem Konsumenten eine hohe Produktvielfalt und er bestimmt die Nachfrage durch seine Präferenzen.

### Vertikaler Handel
Vertikaler intraindustrieller Handel bezeichnet den Tausch von gleichen Gütern derselben Branche, die sich in verschiedenen Verarbeitungsschritten befinden. Diese Form des Handels setzt die Möglichkeit voraus, dass der Produktionsprozess in verschiedenen Stufen stattfinden kann. Die einzelnen Verarbeitungsschritte müssen theoretisch räumlich getrennt verrichtet werden können. So sind die Produzenten in der Lage die Vorteile der jeweiligen lokalen Bedingungen zu nutzen wie z. B. günstige Faktorausstattungen (Arbeitskräfte) der Fertigung oder spezialisierte Faktorausstattungen der Forschung und Entwicklung. Beispielsweise importiert China technologie-intensive Autoteile für die Endmontage. Dafür nutzt China seine reichlich vorhandene Arbeitskraft für die arbeitsintensive Endmontage der Autos, bevor sie wieder (als Bestandteil des zusammengebauten Autos) nach Deutschland exportiert werden.

## Messinstrument
Der Grubel-Lloyd-Index ({\displaystyle {\text{GL}}_{\text{i}}}) ist ein relativ einfaches Messinstrument des intraindustriellen Handels eines Landes. Der Index ({\displaystyle {\text{i}}}) steht für ein gleichartiges Produkt und wird definiert als:
{\displaystyle {\text{GL}}_{\text{i}}=1-{\dfrac {\left|{\text{Export}}-{\text{Import}}\right|}{{\text{Export}}+{\text{Import}}}}}
Betreibt eine Volkswirtschaft genauso viel Export wie Import innerhalb einer Branche mit einer anderen Volkswirtschaft, so beträgt das Ergebnis der Gleichung 1 und stellt das Extremum des Index dar
({\displaystyle {\text{Export}}={\text{Import}}}).
Auf diesem Markt existiert für dieses Produkt ausschließlich intraindustrieller Handel.:204
Betreibt ein Land mit einem anderen Land ausschließlich Import oder Export, so ist das Ergebnis der Gleichung gleich 0 ({\displaystyle {\text{Export}}/{\text{Export}}=1{\text{ oder }}{\text{Import}}/{\text{Import}}=1}).:204 Auf diesem Markt existiert kein intraindustrieller Handel.
|   | Bezeichnung des Sektors      |
| - | ---------------------------- |
| 0 | Nahrungsmittel/lebende Tiere |
| 1 | Getränke/Tabak               |
| 2 | Rohstoffe                    |
| 3 | Brennstoffe/technische Öle   |
| 4 | Tierische/pflanzliche Öle    |
| 5 | Chemische Erzeugnisse        |
| 6 | Vorerzeugnisse               |
| 7 | Maschinen und Fahrzeuge      |
| 8 | Fertigerzeugnisse            |
| 9 | Andere Waren und Vorgänge    |

Die Größe des Grubel-Lloyd-Index richtet sich nach der Ausdehnung des Branchenbegriffs, für den der intraindustrielle Handel gemessen werden soll. Nach dem Internationalen Warenverzeichnis für den Außenhandel (engl.: Standard International Trade Classification) wird der Handel in zehn Sektoren eingeteilt. Die erste Unterteilung wird als 1-digit-level (einstelliges Level) bezeichnet (Sektor 0 bis 9) und kann innerhalb der einzelnen Sektoren immer weiter unterteilt werden (2-digit-level, 3-digit-level etc.).
Maschinen und Fahrzeuge stellen beispielsweise den siebten Sektor der ersten Unterteilung dar. Dieser Sektor kann weiter unterteilt werden in Allgemeine Industrielle Maschinen und Anlagen (Sektor 74) oder in Straßenfahrzeuge (Sektor 78). Eine dritte Unterteilung wäre dann im Sektor 78 in Personenkraftwagen (Sektor 781) oder Lastkraftwagen (Sektor 782) möglich etc.
Nach der Internationalen Handelszentrale (engl.: International Trade Center) in der Schweiz, welche ein Verbund der World Trade Organization und der Vereinten Nationen ist, werden die Sektoren nach der Faktorintensität unterteilt, die für die Herstellung des Produktes aufgebracht werden muss:
- rohstoff-intensiv (Öl, Mineralstoffe, Getreide etc.)
- naturressourcen-intensiv (Holz, Kupfer, Roheisen etc.)
- hohe Intensität an ungelernten Arbeitskräften
- hohe Intensität an gelernten Arbeitskräften
- technologie-intensiv.[14]

Betrachtet man beispielsweise die Automobilindustrie, könnte sich China auf die arbeitsintensive Endmontage von Autos konzentrieren und technologie-intensive Produkte und Autoteile aus Deutschland importieren. Bei diesem Zusammenspiel wären die beiden Länder in der Lage, Autos in großen Mengen herzustellen und die Vorteile der Massenproduktion zu nutzen. Güter, die selbst nicht hergestellt werden können, werden importiert, um die Konsumenten für diese Güter auf dem heimischen Markt zu bedienen. So existieren verschiedene Varianten der Produkte neben den selbst hergestellten Produkten.:203

## Rahmenbedingungen
Der intraindustrielle Handel führt dazu, dass auf dem heimischen Markt eine höhere Produktvielfalt angeboten werden kann. Dies führt dazu, dass die verfügbare Produktionsvielfalt spezielle Bedürfnisse der Konsumenten befriedigen kann. Durch die spezielle Bedürfnisbefriedigung wird der Nutzen aus einem Produkt für den Konsumenten erhöht. Das hat eine Steigerung der sozialen Wohlfahrt zur Folge.
Intraindustrieller Handel kann durchgeführt werden, wenn Skalenerträge (geben die Veränderung des Outputs an, wenn sich alle Inputfaktoren proportional erhöhen) und Produktvariationen wichtige Entscheidungskriterien für den Handel darstellen. Des Weiteren muss das Produktionsangebot, die Produktionsbedingungen und die Nachfragebedingungen beider Länder identisch sein.
Unter diesen Voraussetzungen ist der Effekt oder die Wirkung der Einkommensverteilung gering und die Länder können bedeutende Zusatzgewinne durch den intraindustriellen Handel erwirtschaften.
Die verhältnismäßige Bedeutung des intraindustriellen Handels hängt vom Grad der ökonomischen Ähnlichkeit der handelnden Länder ab. Wenn die Faktoren Kapital und Arbeit ähnlich in diesen Ländern ausgestattet sind, so dominiert der intraindustrielle Handel. Ist die Faktorausstattung stark voneinander abweichen, können sich Volkswirtschaften mit relativ viel Kapital auf kapitalintensive Produkte spezialisieren. Z. B. können sich Länder mit relativ vielen gelernten und/oder ungelernten Arbeitskräften auf arbeitsintensive Produkte spezialisieren.
Rahmenbedingungen werden durch bestimmte politische, wirtschaftliche und gesellschaftliche Entwicklungen beeinflusst. Sie sind ursächlich für bestimmte Formen des Lernens einer Volkswirtschaft, sodass beispielsweise unterschiedliche Innovationspotentiale einzelner Industrien entstehen können. Regulierungen des Staates können bestimmte Entwicklungspotentiale hemmen und so den Preis- und Innovationswettbewerb in einem Land dämpfen.

## Entwicklung

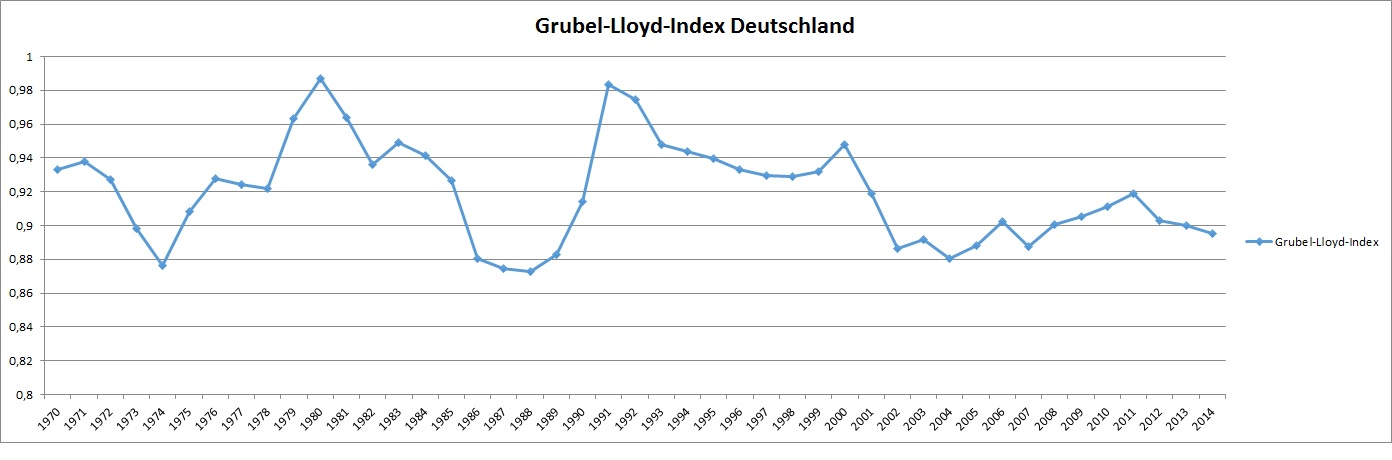
Entwicklung des intraindustriellen Handels von Deutschland 1970–2014 gemessen am Grubel-Lloyd-Index.

In der Volkswirtschaft spielt das Handelskonzept seit dem vergangenen Jahrhundert eine bedeutende Rolle. Diese Art des Handels wurde ab 1975 durch den Grubel-Lloyd-Index relativ einfach quantitativ messbar. So konnten die Werte miteinander verglichen und für die meisten OECD-Länder seit den späten 1980ern bedeutende Steigerungen des intraindustriellen Handels gefunden werden.
Zwischen den Industrieländern spielt sich der intraindustrielle Handel ab. Bezüglich Technologie und Ressourcen gleichen sich diese Industrienationen.
Anhand des Grubel-Lloyd-Index ermittelten Anteile an dem intraindustriellen Handel, betragen diese mehr als 80 % des gesamten Industriegüterhandels. Diese Daten können jedoch je nach der Interpretation des Branchenbegriffs voneinander abweichen.:159
Wesentlich stieg die Bedeutung des intraindustriellen Handels der meisten Mitgliedsstaaten der EU. Diese Mitgliedsstaaten gehören der Organisation für wirtschaftlichen Zusammenhang und Entwicklung (OECD) an. Die OECD publizierte im Jahr 2002 eine Erhöhung des intraindustriellen Handels in Deutschland. Dieser stieg innerhalb von 5 Jahren von 67 auf 72 %.:161, Tabelle VI.1.
Wird der intraindustrielle Handel näher betrachtet, bestanden 2005 18,7 % der deutschen Ausfuhren innerhalb der EU aus Kraftfahrzeugen und Kfz-Teilen. Kraftfahrzeuge und Kfz-Teile hatten einen Anteil von 13,9 % an den deutschen Einfuhren aus der EU. Chemische Erzeugnisse machten 13,0 % der deutschen EU-Ausfuhr aus und 13,4 % der deutschen EU-Einfuhr. Maschinen wurden zu 11,0 % in die EU exportiert und zu 6,7 % aus der EU importiert.

## Zusammenhang mit Skaleneffekten
In der Herstellung beruht der intraindustrielle Handel auf der Existenz von Skaleneffekten. Eine Erhöhung der Skaleneffekte führt zu Kostenvorteilen, da sich bei einer Verdopplung des Faktoreinsatzes die Produktionsmenge mehr als verdoppelt, sodass durch die zunehmende Produktionsmenge der durchschnittliche Faktoreinsatz sinkt.
Beispielsweise ist Deutschland theoretisch in der Lage, französische Autos herzustellen, da es die gleichen technologischen Voraussetzungen und Möglichkeiten wie ein französischer Produzent besitzt. Für die Herstellung dieses Autos müsste Deutschland jedoch hohe Kosten für die Investition in den Anfangsjahren in Kauf nehmen, um neue Produktionskapazitäten aufzubauen.
Bei den französischen Autos äußern sich die Skaleneffekte auf einem sehr niedrigen Niveau, wobei sie bei dem deutschen Auto nach einer langjährigen Produktion schon auf einem hohen Niveau angelangt sind. Auf Grund der zusätzlichen Herstellung der französischen Autos durch den deutschen Hersteller würden die Skalenerträge zu Beginn sinken und erst mit einer konstanten Produktion wieder steigen. In der volkswirtschaftlichen Theorie sorgen sinkende Skalenerträge dafür, dass Deutschland nur eine begrenzte Anzahl an Produktvarianten selbst produziert.:203